# Culicoides definitus
Culicoides definitus är en tvåvingeart som beskrevs av Nibedita Sen och Gupta 1959. Culicoides definitus ingår i släktet Culicoides och familjen svidknott. Inga underarter finns listade i Catalogue of Life.